# Матрони

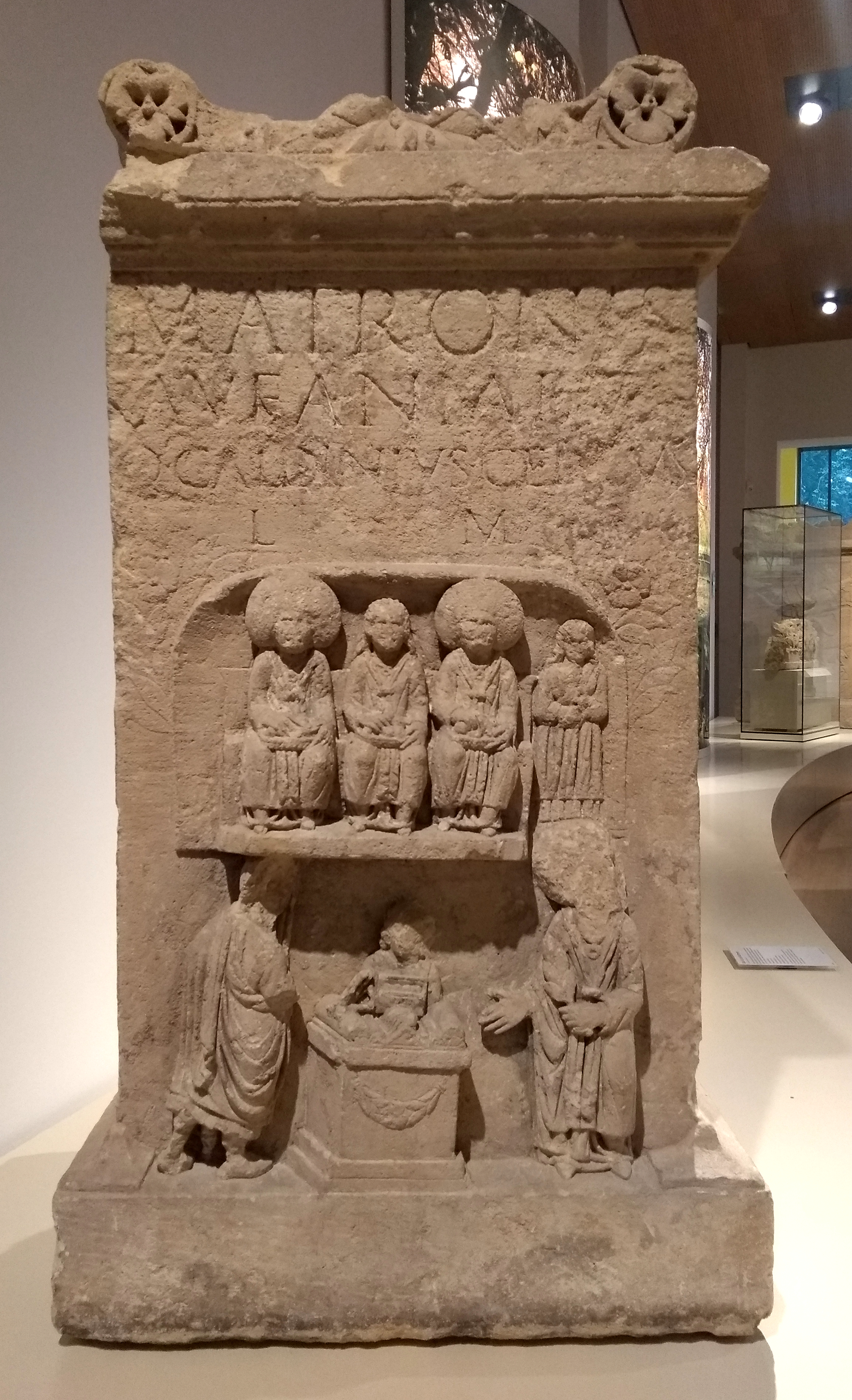
Вівтар Ауфанських Матрон, знайдений під Боннським собором

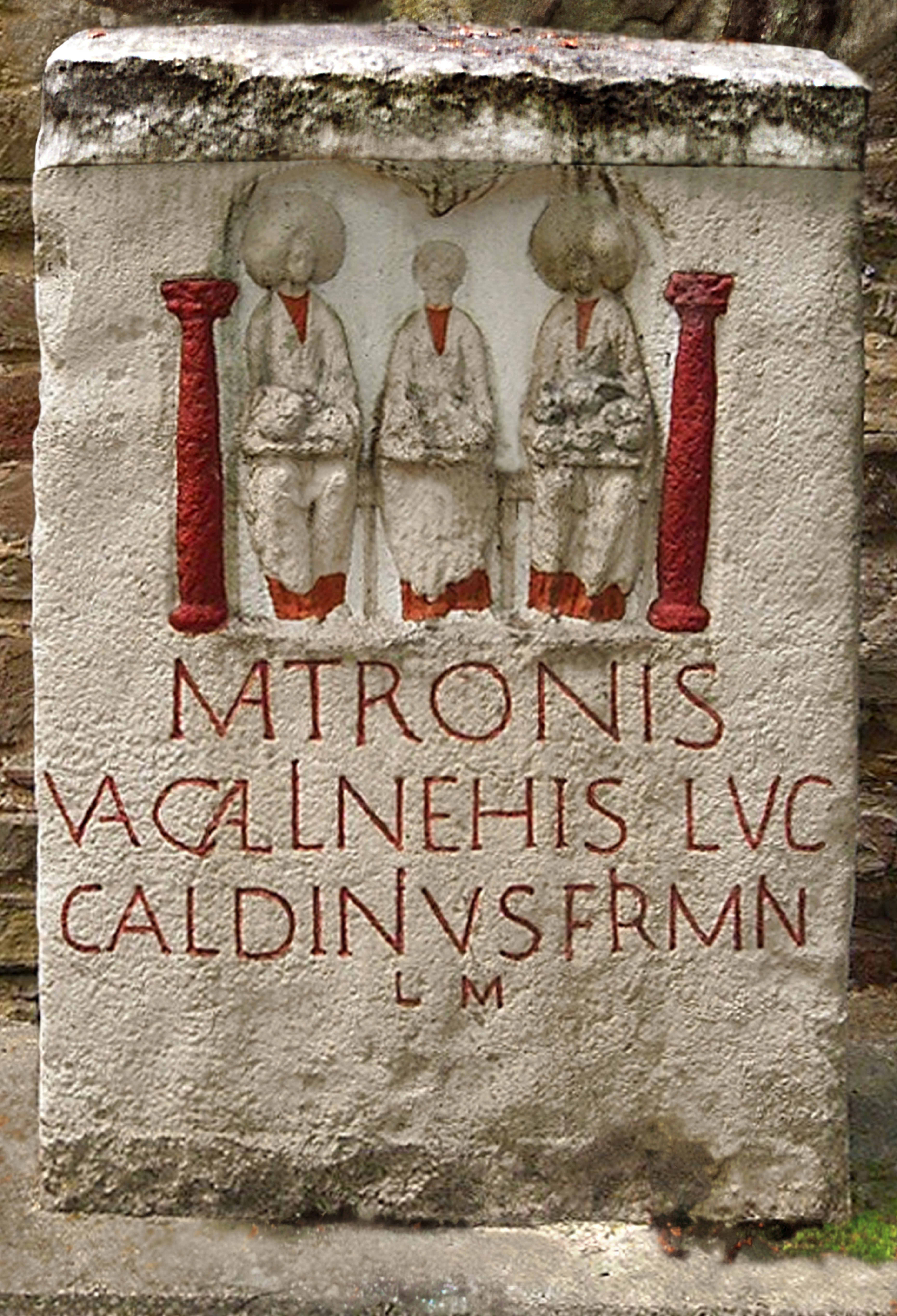
Камінь присвяти Луція Кальдінія Фірмінія Матронам Ваккалін з Мехерніх-Вейєра

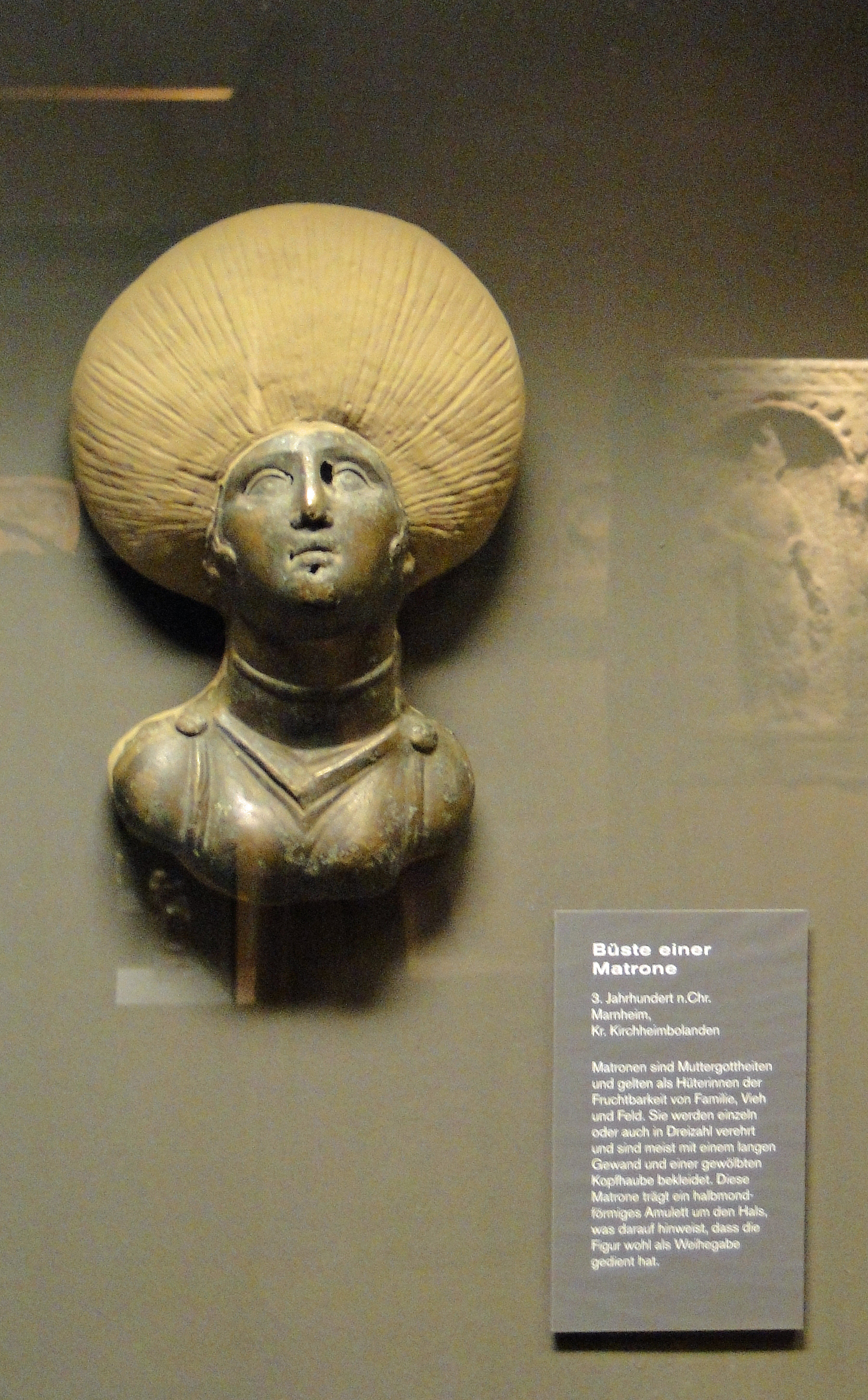
Бюст матрони з Марнгайма (III ст.)

Матрони (лат. matrona «матір родини, благородна жінка» походить від «mater», мати), Матері (множина від «mater», також Deae Matres) — богині-матері римської, германської та кельтської релігій, які з'являються лише у множині, переважно в трьох. Вони відомі лише за написами, а давні письмові джерела про них відсутні.
Вони зображені у вигляді сидячої групи з трьох осіб на вотивних каменях і вівтарях, особливо в північно-західних і північно-східних провінціях Римської імперії, а також у Галлії, північній Іспанії та північній Італії.

## Графічні зображення та написи
На сьогоднішній день тільки в районі колишньої римської провінції Нижня Німеччина, зосередженій у південній Рейнської області, було знайдено понад 800 матрон-каменів, а інші подібні камені були знайдені в південній Франції та південній Італії. Усі вони мають латинські написи, в яких імена місцевих жертводавців були передані латинською абеткою (латинізація), але є також численні жертводавці з суто римськими іменами.
Найдавніший знайдений напис датується між 70 і 89 роками нашої ери з Андернаха, останній у 240 році.
Відомо близько 70 епітетів богинь, а донори мають римські, кельтські та германські імена, тому вважається, що це галло-римсько-германський культ. Однак германські племена, схоже, перейняли його від кельтів Рейнського регіону.
Камені богині дарували, щоб попросити захисту для сім'ї, родючості чи професійного успіху, або як подяку за порятунок від небезпеки чи хвороби. Документально не підтверджено, як і чи поклонялися їм, але абревіатуру «V S L M» (Votum Solvit Libens Merito: «Обітниця з радістю і заслужено виконана», скорочено L M) можна знайти на численних матрон-каменях. Такі обітниці свідчать про те, що матрони були закликані до захисту, допомоги та благословення в широкому сенсі.
Камені з фігурними рельєфами, присвячені матронам, у провінції Нижня Німеччина зображують їх майже виключно як трійцю: посередині молодша жінка з розпущеним волоссям до плечей, ліворуч і праворуч від неї дві старші жінки з яскравими капелюшками як головного убору (наприклад, ті, що носять заміжні та овдовілі убійські жінки в Кельні та околицях). Жінки, що сидять, зображені з невеликими кошиками з фруктами, квітами, колосками або ящиками з пахощами. Оскільки цей тип зображення був особливо поширений в регіоні навколо стародавнього Кельна (Colonia Claudia Ara Agrippinensium - Клонія Клавдія Ара Агриппіненсіум), міста убіїв, дослідники також відносять її до так званого нижньорейнського типу. Ця жіноча трійця асоціюється з жіночими віковими групами - молодою жінкою, матір'ю і старою жінкою. Святилища матрон були розкопані в регіоні Айфель, наприклад, у храмовому районі Пеш і в храмовому комплексі Герресбург. Матрони, ймовірно, стали основою юффернських легенд у західному Рейнському регіоні.

## Культ матрон
У римській релігії немає прямо відповідного визначення Матрон. Назви відрізняються, ймовірно, через географічні причини: у північній Італії Matronae, у Британії Matres, у Галлії переважно Matrae (датальне похідне) і Matres. Іноді додаються до загальновживаного Matronis у переліку написів з'являються такі титули, як Dea, Deae і Sanctus.
У багатьох випадках вотивні камені та жертовники не були самостійними пам'ятками, а часто споруджувалися в зв'язку з культовими центрами чи храмовими комплексами. Приклади були знайдені в Бонні, Ешвайлері, Гюніху (біля Індена), Пеші та Герресбурзі біля Неттерсгайма.
Про конкретну форму культу матрон відомо небагато; його поширювали римські легіонери, особливо германські військові та переселенці, наприклад, у провінційному римському регіоні Нижній Рейн. Окрім так званих кошиків з фруктами (яблуками, гранатами, грушами, сосновими шишками), які матрони несуть на колінах, іноді також скрині зі скарбами, зустрічаються також зображення сцен жертвоприношень, пахощів та жертвоприношень тварин, таких як кабан та риба. Інші підношення — це рослини, дерева, ріг достатку (знову ж таки з гранатом, грушею та сосновою шишкою) та (сповиті) діти. Зображення матрон вказує на циклічність подій у природі, пори року та загальну родючість.
Шанування матрон як богинь-матерів або релігійно шанованих жінок також відлунює в пізніших культах скандинавських ідиз, англосаксонської Mōdraniht («Ніч матерів») і, ймовірно, це також відбилося в образі Ідіси з Першого Мерзебурзького заклинання.

## Епітети та імена матрон
У всіх написах, знайдених на каменях-матронах, частина імені «Matronae», «Matres» або «Deae» зазвичай супроводжується епітетом, наприклад, Matronae Vacallinehae (назва води і місця), хоча частота імен, що зустрічаються, сильно варіюється. Хоча більшість з них зустрічається лише один раз, інші зустрічаються скупченнями, що, можливо, вказує на культові центри. У багатьох випадках імена вже не піддаються інтерпретації. У деяких випадках можна зробити висновки про характер і функції богинь, таких як різні богині-захисниці, богині весни і богині води.

### Словники
- Max Ihm: Matres, Matronae, Matrae. In: Wilhelm Heinrich Roscher (Hrsg.): Ausführliches Lexikon der griechischen und römischen Mythologie. Band 2,2, Leipzig 1897, Sp. 2464–2479 (Digitalisat).
- Egeler, Matthias: "Matronenkultorte in Deutschland, " in: Michael Klöcker; Udo Tworuschka (Hrsg.): Handbuch der Religionen. Kirchen und andere Glaubensgemeinschaften in Deutschland und im deutschsprachigen Raum. München: Olzog, Ergänzungslieferung 45 (Sept. 2015) / Bd. 3, I — 23.7, S. 1–18.
- J.-A. Hild: Matres. In: Dictionnaire des Antiquités Grecques et Romaines. Band 3, 2, Paris 1904, S. 1634–1639.
- Fritz Heichelheim: Matres (Matrae, Matronae). In: Paulys Realencyclopädie der classischen Altertumswissenschaft (RE). Band XIV,2, Stuttgart 1930, Sp. 2213—2250.
- Bernhard Maier: Matronae/Matres/Matrae. In: Bernhard Maier: Lexikon der keltischen Religion und Kultur (= Kröners Taschenausgabe. Band 466). Kröner, Stuttgart 1994, ISBN 3-520-46601-5, S. 228.
- Gerhard Bauchhenß: Matres, Matronae. In: Lexicon Iconographicum Mythologiae Classicae (LIMC). Band 000008VIII, Zürich/München 1997, S. 808—816.
- Marion Euskirchen: Matres/Matronae. In: Der Neue Pauly (DNP). Band 7, Metzler, Stuttgart 1999, ISBN 3-476-01477-0, Sp. 1028—1029.
- Günter Neumann: Matronen. In: Reallexikon der Germanischen Altertumskunde (RGA). 2. Auflage. Band 19, Walter de Gruyter, Berlin/New York 2001, ISBN 3-11-017163-5, S. 438—440 (Ansicht in der Google-Buchsuche).
- Rudolf Simek: Lexikon der germanischen Mythologie (= Kröners Taschenausgabe. Band 368). 3., völlig überarbeitete Auflage. Kröner, Stuttgart 2006, ISBN 3-520-36803-X, S. ?.

### Додаткова спеціальна література
- Matronen-Terrakotta aus Bonn. Nebst Bemerkungen zum Matronen-Kultus. Т. Heft 105. 1900. с. 78—102.
- Der keltische Matronenkultus und seine „Fortentwicklung“ im deutschen Mythos. Form und Geist. Arbeiten zur germanischen Philologie. Eichblatt. 1934.
- Germanische Götternamen der antiken Inschriften. Max Niemeyer Verlag. 1936.
- Der germanische Mütter- und Matronenkult am Niederrhein. Т. 19. 1944. с. 81—142.
- Gerhard Bauchhenß, Günter Neumann (Red.): Matronen und verwandte Gottheiten. Ergebnisse eines Kolloquiums veranstaltet von der Göttinger Akademie-Kommission für die Altertumskunde Mittel- und Nordeuropas. Rheinland-Verlag / Habelt, Bonn 1987, ISBN 3-7927-0934-1.
- Teilweise Neuauflage: Günter Neumann: Die germanischen Matronenbeinamen. In: Heinrich Hettrich, Astrid van Nahl (Hrsg.): Namenstudien zum Altgermanischen. de Gruyter, Berlin 2008, ISBN 978-3-11-020100-0, S. 253–289 (Leseprobe in der Google-Buchsuche).
- Wo Göttinnen das Land beschützten. Matronen und ihre Kultplätze zwischen Eifel und Rhein (вид. 2.). Fuldaer Verlagsanstalt. 1995. ISBN 3-9802165-4-3.
- Ton Derks: Gods, Temples and Ritual Practices. The Transformation of Religious Ideas and Values in Roman Gaul (= Amsterdam Archaeological Studies. Teil 2). Amsterdam University Press, Amsterdam 1998, ISBN 90-5356-254-0, S. 119–130: Ancestral mothers, matres and matronae (englisch; eine Karte von Fundstellen auf S. 122; Seitenansichten in der Google-Buchsuche).
- Kelten. Versuch einer Gesamtdarstellung ihrer Kultur (вид. 3.). Verlag der Österreichischen Akademie der Wissenschaften. 1999. с. 513—525. ISBN 3-7001-2609-3.
- Local cult in imperial context: the Matronae revisited. Zabern. 2003. с. 131—138.
- Miranda Aldhouse-Green: Women and Goddesses in the Celtic World. In: Steven J. Sutcliffe (Hrsg.): Religion: Empirical Studies. A Collection to Mark the 50th Anniversary of the British Association for the Study of Religions. Ashgate Publishing, Burlington 2004, ISBN 0-7546-4158-9, S. 149–164 (englisch; Seitenansichten in der Google-Buchsuche).
- Votivaltäre in den Matronenheiligtümern in Niedergermanien: Ihre Aussagefähigkeit für die Formen der „Kommunikation zwischen Menschen und Göttern“. Schriften des Lehr- und Forschungszentrums für die Antiken Kulturen des Mittelmeerraumes. Т. 4. Reichert. 2007. с. 415—433. ISBN 978-3-89500-574-9.
- [Buchbesprechung The cult of the Matronae in the Roman Rhineland. An historical evaluation of the archaeological evidence]. Edwin Mellen Press. 2008. ISBN 978-0-7734-5224-4.
- Wolfgang Spickermann: Religionsgeschichte des römischen Germanien. II: Germania Inferior. Mohr Siebeck, Tübingen 2008, ISBN 978-3-16-149381-2.
- Noemie Beck: Goddesses in Celtic Religion. Université Lumière Lyon 2, Lyon 2009, ohne Seitenangaben: Chapter 1 — The Matres and Matronae (englisch; Doktorarbeit; online auf theses.univ-lyon2.fr).
- Votivaltäre in den Matronenheiligtümern in Niedergermanien. Ein Reflex der städtischen und ländlichen Gesellschaften einer römischen Provinzstadt. Potsdamer altertumswissenschaftliche Beiträge. Т. 28. Franz Steiner Verlag. 2009. с. 73—102. ISBN 978-3-515-09347-7.
- [Buchbesprechung, ausführliche Zusammenfassung Kultische Zentren und Matronenverehrung in der südlichen Germania inferior]. Osnabrücker Forschungen zu Altertum und Antike-Rezeption. VML Verlag Marie Leidorf. 2010. ISBN 978-3-89646-734-8.
- Rudolf Simek: The late Roman iron age cult of the Matronae and related germanic deities. In: Dieter Quast (Hrsg.): Weibliche Eliten in der Frühgeschichte. Internationale Tagung vom 13. bis zum 14. Juni 2008 im RGZM im Rahmen des Forschungsschwerpunktes «Eliten». Verlag des Römisch-Germanischen Zentralmuseums, Mainz 2011, ISBN 978-3-88467-164-1, S. 219–227 (englisch).
- Peter Honnen: Kelten und Konsorten. Ein Streifzug durch die rheinische Ortsnamenkunde. In: Alltag im Rheinland. Mitteilungen der Abteilungen Sprache und Volkskunde des LVR-Instituts für Landeskunde und Regionalgeschichte (ILR). Bonn 2012, S. 40–61, hier S. 48–54: Matronennamen (PDF-Datei; 8,24 MB; 128 Seiten; siehe zu Fundorten von Matronendarstellungen die Karte S. 52: Götterverehrung in den Rheinlanden, Stand 1950).
- Corinna Scheungraber: Altgermanische und altkeltische Theonyme: die epigraphische Evidenz aus der Kontaktzone. Ein Handbuch zu ihrer Etymologie. Institut für Sprachwissenschaft, Innsbruck 2020, ISBN 978-3-85124-750-3.
- Patrizia de Bernardo Stempel: Muttergöttinen und ihre Votivformulare. Eine sprachhistorische Studie. Universitätsverlag Winter, Heidelberg 2021, ISBN 978-3-8253-4833-5.
- Astrid Schmölzer: Göttinnen der Germania Inferior. Neue archäologische Untersuchungen zur Ikonographie der Matronen, Xantener Berichte 40, Oppenheim 2023, ISBN 978-3-96176-220-0.